# Gula Iro
Die Sprache Gula Iro (Autonym kùláál) ist eine Bua-Sprache, die von etwa 3.500 Personen (Stand 1991) nördlich und östlich des Iro-Sees zwischen den Flüssen Bola und Salamat im südlichen Tschad gesprochen wird.
Es hat fünf Dialekte:
- páṭóól, der nördlichste und den Sprechern der übrigen Dialekte am wenigsten verständliche, gesprochen in und um Badi;
- pòŋààl, am nördlichen Ufer des Sees, gesprochen in und um Boum Kabir, Boum Sarher, und Tordjigel;
- tɩ́ààlà, gesprochen östlich und südlich des Sees, einschließlich Gouré, Bouni, Tormorhal und Masidjanga;
- tííṭààl, der östlichste, gesprochen in diversen Orten westlich von Tamba;
- korintal, gesprochen in Tieou.

Gula Iro ist sehr nahe mit der Sprache Zan Gula und Bon Gula verwandt, aber sich sind sich nicht gegenseitig verständlich.

## Töne
Die Konsonanten mit ihrer Orthografie sind:
|           | Bilabial | Labiodental | Apiko-Dental | Postalveolar | Palatal | Velar | Glottal |
| --------- | -------- | ----------- | ------------ | ------------ | ------- | ----- | ------- |
| Plosive   | p        |             | t            | ṭ            |         | k     |         |
| Frikative |          | f           |              |              | s       |       | h       |
| Flüssig   | w        |             | l            |              | y       |       |         |
| Nasal     | m        |             | n            |              | ñ       | ŋ     |         |
| Vibranten |          |             | r            |              |         |       |         |

Die vokale sind: a, e, i, o, u, ɛ, ɩ, ɔ, ʋ. Nasalisation (nur auf a, e, o) und Länge sind beide kontrastiv, und Diphthonge können geformt werden. Töne sind phonemisch; jedes Vokal muss hohe oder niedrige Töne tragen.

## Grammatik
Die typische Wortordnung ist Subjekt-Verb-Objekt. Die basissubjektpronomen sind: ñó ich, mó du (sg.), á er/sie/es, pʋ́ wir (exklusiv), én wir (inklusiv), í ihr (pl.), ʋ́ sie.